# Dean Morgan
Dean Lance Morgan (Londra, 3 ottobre 1983) è un calciatore montserratiano con cittadinanza britannica, attaccante svincolato.

## Carriera

### Club
Ha giocato nella seconda divisione inglese con Reading e Luton Town e nella prima divisione islandese con il Þróttur.

### Nazionale
Tra il 2014 ed il 2015 ha giocato complessivamente 3 partite con la nazionale montserratiana.

## Palmarès

### Club

#### Competizioni nazionali
- Campionato inglese di quarta divisione: 1

Chesterfield: 2010-2011